# Naturschutzgebiet Schmalenaus Bruch
Das Naturschutzgebiet Schmalenaus Bruch mit einer Größe von 2,3 ha lag direkt an der nördlichen Stadtgrenze von Meschede im Arnsberger Wald. Das Gebiet wurde 1994 mit dem Landschaftsplan Meschede durch den Hochsauerlandkreis als Naturschutzgebiet (NSG) ausgewiesen. Bei der Neuaufstellung des Landschaftsplanes Meschede wurde das NSG dann Teil vom neuen Naturschutzgebiet Arnsberger Wald (Meschede). Im Norden grenzte das Naturschutzgebiet Arnsberger Wald in der Stadt Warstein im Kreis Soest an.

## Gebietsbeschreibung
Beim NSG handelt es sich um einen naturnahen Erlen- und Birkenbruchwaldbestand mit Quellen und kleinen Entwässerungsgräben. Es deckt einen Teil des Quellhorizonts der Großen Schmalenau ab; deren definierte Quelle befindet sich nur wenige Meter entfernt im nördlich angrenzenden NSG Arnsberger Wald. Beim Waldbestand im NSG handelt es sich um einen Bruchwald mit Roterlen und Birken. Im NSG wurden gefährdete Pflanzenarten nachgewiesen. Das NSG-Gebiet wurde 1994 als weitgehend naturnahe Quellregion mit hoher struktureller Vielfalt von regionaler Bedeutung eingestuft.

## Schutzzweck
Wie alle Naturschutzgebieten im Landschaftsplangebiet wurde das NSG „zur Erhaltung von Lebensgemeinschaften oder Lebensstätten bestimmter wildlebender Pflanzen und wildlebender Tierarten, aus wissenschaftlichen, naturgeschichtlichen, landeskundlichen oder erdgeschichtlichen Gründen oder wegen der Seltenheit, besonderen Eigenart oder hervorragenden Schönheit einer Fläche oder eines Landschaftsbestandteils“ als NSG ausgewiesen.
Zum Schutzzweck speziell des NSG führt der Landschaftsplan, neben den normalen Schutzzwecken für alle NSG im Landschaftsplangebiet, auf: „Schutz und Erhaltung eines regional bedeutsamen Biotopkomplexes aus Feucht- und Bruchwäldern, Nass- und Feuchtwiesen sowie aus Quellen; hohe strukturelle Vielfalt; Rote-Liste-Pflanzenarten; wertvoll für Amphibien; fällt unter § 20 c BNatSchG.“